# أنديرس داهل
أنديرس داهل (بالدنماركية: Anders Dahl)‏ هو فارس سباق دنماركي، ولد في 11 مارس 1976.

## وصلات خارجية
- أنديرس داهل على موقع الاتحاد الدولي للفروسية (الإنجليزية)
- أنديرس داهل على موقع FEI (رابط بديل) (الإنجليزية)
- أنديرس داهل على موقع أوليمبيديا (الإنجليزية)